# Kitsutsuki Tantei-dokoro
Kitsutsuki Tantei-dokoro (啄木鳥探偵處?) es una novela japonesa de misterio escrita por Kei Ii. Una adaptación a serie de anime producida por Liden Films fue estrenada el 13 de abril de 2020 en Japón.

## Sinopsis
La novela se desarrolla en la era Meiji y sigue versiones ficticias del poeta Takuboku Ishikawa y el lingüista Kyōsuke Kindaichi. Ishikawa es un investigador privado. Ambos investigan un supuesto fantasma inquietante en el rascacielos Ryōunkaku.

## Personajes
Takuboku Ishikawa (石川 啄木 Ishikawa Takuboku?)
 Seiyū: Shintarō Asanuma
Kyōsuke Kindaichi (金田一 京助 Kindaichi Kyōsuke?)
 Seiyū: Takahiro Sakurai
Kodo Nomura (野村 胡堂 Nomura Kodō?)
 Seiyū: Kenjirō Tsuda
Ryūnosuke Akutagawa (芥川 龍之介 Akutagawa Ryūnosuke?)
 Seiyū: Yukiya Hayashi
Isamu Yoshii (吉井 勇 Yoshii Isamu?)
 Seiyū: Sōma Saitō
Sakutaro Hagiwara (萩原 朔太郎 Hagiwara Sakutarō?)
 Seiyū: Yūichirō Umehara
Taro Hirai (Ranpo Edogawa) (平井 太郎 Hirai Tarō?)
 Seiyū: Kenshō Ono
Bokusui Wakayama (若山 牧水 Wakayama Bokusui?)
 Seiyū: Makoto Furukawa

## Anime
Una adaptación a serie de anime fue anunciada el 22 de marzo de 2019. La serie es animada por Liden Films, con Tomoe Makino como director y Shinpei Ezaki como director en jefe. Taku Kishimoto a cargo de  los guiones, Shuichi Hara diseñando los personajes y MONACA la música. Fue estrenado el 13 de abril de 2020 en Tokyo MX, BS Fuji y CS Family Gekijo. Makoto Furukawa interpreta el tema de apertura «Honjitsu mo Makoto ni Seiten Nari», mientras que NOW ON AIR el tema de cierre «Gondola no Uta».